# NGC 198
NGC 198 је спирална галаксија у сазвежђу Рибе која се налази на NGC листи објеката дубоког неба.
Деклинација објекта је + 2° 47' 54" а ректасцензија 0h 39m 22,9s. Привидна величина (магнитуда) објекта NGC 198 износи 12,8 а фотографска магнитуда 13,5. NGC 198 је још познат и под ознакама UGC 414, MCG 0-2-109, CGCG 383-57, IRAS 00367+0231, PGC 2371.